# تیمن خرون
تیمن خرون (هلندی: Tiemen Groen؛ زادهٔ ۶ ژوئیهٔ ۱۹۴۶) ورزشکار دوچرخه‌سواری پیست اهل هلند است.
وی در مسابقات کشوری و بین‌المللی در مجموع برندهٔ ۴ مدال طلا، ۱ مدال نقره شده‌است.